# تیمور اکمورزین
تیمور اکمورزین (روسی: Тимур Андреевич Акмурзин؛ زادهٔ ۷ دسامبر ۱۹۹۷) بازیکن فوتبال اهل روسیه است. 
از باشگاه‌هایی که در آن بازی کرده‌است می‌توان به باشگاه فوتبال روبین کازان اشاره کرد.